# ديفيد تورنبول (لاعب كرة قدم)
ديفيد تورنبول (بالإنجليزية: David Turnbull)‏ هو لاعب كرة قدم بريطاني في مركز الوسط، ولد في 10 يوليو 1999 في Wishaw ‏ في المملكة المتحدة. لعب مع نادي ماذرويل.

## وصلات خارجية
- ديفيد تورنبول (لاعب كرة قدم) على موقع الاتحاد الأوربي (الإنجليزية)
- ديفيد تورنبول (لاعب كرة قدم) على موقع الاتحاد الإسكتلندي (الإنجليزية)
- ديفيد تورنبول (لاعب كرة قدم) على موقع قاعدة بيانات كرة القدم.إي يو (الإنجليزية)
- ديفيد تورنبول (لاعب كرة قدم) على موقع Soccerbase.com (لاعب) (الإنجليزية)
- ديفيد تورنبول (لاعب كرة قدم) على موقع Soccerway.com (الإنجليزية)
- ديفيد تورنبول (لاعب كرة قدم) على موقع عالم كرة القدم.نت (الإنجليزية)